# Roskildesyge
Roskildesyge er det danske navn for den smitsomme maveinfektion Norwalk disease eller "winter vomiting disease", forårsaget af norovirus. Symptomerne omfatter opkastning, diarré og ondt i maven. Hos voksne ophører symptomerne normalt efter et par dage, mens det for børn sædvanligvis varer i en uges tid.
Smitte sker typisk ved kontakt med forurenede genstande, personer eller via fødevarer. Der skal meget lidt virus til at inficere et menneske.
Sygdommen udbryder ofte på hospitaler, institutioner og lignende steder. Lidelsen optræder oftest om vinteren.

## Behandling
Da diarré og opkastninger fører til dehydrering, bør man kompensere ved at drikke vand, samt spise fast føde for at genoprette eventuel relateret saltmangel. Et gammelt husråd lyder på at drikke cola eller andre sukkerholdige drikke. Cola indeholder ingen specielle ingredienser som hjælper mod virus, andet end at det er rent vand og sukker. Vand hjælper mod dehydreringen og sukkeret er ernærende.

## Navnets oprindelse
En tredjedel af Roskildes indbyggere blev i vinteren 1935 ramt af let feber, svimmelhed, opkastning og diarré. Epidemien i Roskilde blev omtalt i Ugeskrift for Læger i januar 1936, og her brugtes navnet Roskildesyge for første gang.